# The Rules of Hell

The Rules of Hell est un coffret qui regroupe les quatre albums de Black Sabbath enregistrés avec Ronnie James Dio au chant, soit : Heaven and Hell ; Mob Rules ; Dehumanizer et le live Live Evil. L'intérêt du coffret est qu'il propose ces albums dans une version remastérisée.